# Ібадов Орхан Ельханович
Орха́н Ельха́нович Іба́дов (нар. 20 червня 1998) — український футболіст, центральний захисник.

## Життєпис
В 2010 році став переможцем молодіжного табору італійського «Мілана», що відбувався в Києві, та отримав шанс зіграти у матчі найкращих юних футболістів, що відвідали подібні табори у багатьох країнах світу. Протягом 2011—2012 років виступав у чемпіонаті ДЮФЛУ за запорізький «Металург», потім займався футболом у столичних «Зірці», ДЮСШ-15 та ДЮФШ «Динамо» імені Валерія Лобановського.
На початку вересня 2017 року підписав контракт з київським «Арсеналом». Дебютний поєдинок провів 9 вересня проти краматорського «Авангарда», з'явившись на полі на останніх хвилинах гри. Загалом за сезон 2017/18 провыв за команду три гри у Першій лізі і один матч у кубку України.
У сезоні 2019/20 був у заявці іншого першолігового клубу «Минай», втім так за нього і не дебютував і у липні 2020 року покинув клуб у статусі вільного агента